# Mýflug
Mýflug/Myflug Air (названа по імені озера Міватн в північній частині Ісландії) — невелика ісландська авіакомпанія зі штаб-квартирою в аеропорту Акюрейрі, що здійснює чартерні перевезення всередині країни і в Гренландії, а також працює як санітарна авіація. Заснована в 1985 році.
В даний час авіакомпанія експлуатує три типи літаків — Beechcraft Super King Air, Piper Chieftain і Cessna 206. Портом приписки перевізника є аеропорт Акюрейрі.

## Флот
В листопаді 2013 року повітряний флот авіакомпанії становили такі літаки:
- Beechcraft Super King Air — 2 од.
- Piper Chieftain — 1 од.
- Cessna 206 — 2 од.

## Авіаподії та інциденти
- 5 серпня 2013 року літак Beechcraft King Air B200 (реєстраційний TF-MYX) розбився при посадці на смугу гальмування (гоночний трек) в Акюрейрі. На борту знаходилися два пілоти і фельдшер, вижив тільки другий пілот.